# Beatrice Hatch
Beatrice Sheward Hatch (24 de septiembre de 1866 - 20 de diciembre de 1947) fue una musa inglesa de Charles Lutwidge Dodgson, más conocido como Lewis Carroll. Ella fue una de las pocas niñas que Dodgson fotografió desnudas, lo que convirtió a Hatch en objeto de mucho estudio y especulación posteriormente. Las fotografías de Hatch todavía inspiran trabajos artísticos.

## Primeros años
Beatrice Sheward Hatch nació en 1866, hija de Edwin Hatch y Evelyn Hatch. Edwin Hatch era teólogo, autor, subdirector del St. Mary Hall, Oxford y, posteriormente, profesor universitario de historia eclesiástica. Beatrice tenía dos hermanas menores: Ethel y Evelyn, esta última presumiblemente llamada así por su madre. También tenía un hermano llamado Arthur Herbert Hatch (nacido en 1864), que sería prefecto de la casa en su escuela, Malvern College. La familia Hatch se movía en "círculos estimulantes" intelectuales y artísticos, incluidas amistades con Edward Burne-Jones, Algernon Charles Swinburne y William Morris.
La familia vivía en una casa de estilo neogótico construida en 1867 en Banbury Road en Norham Gardens, North Oxford, Inglaterra. La casa se describía como poseedora de "ventanas arqueadas, una torre y una torrecilla con un nicho para estatuas en la parte superior". Entre sus amigas del vecindario se encontraban Julia y Ethel Huxley, hijas de Thomas Henry Huxley y tías de Aldous Huxley. Otros conocidos del vecindario que visitaron a la familia Hatch incluyeron a Bonamy Price, Mark Pattison y Benjamín Jowett.
Beatrice asistió a la Oxford High School, Oxford, una escuela diurna privada para niñas en Oxfordshire. Mientras estuvo allí, actuó en obras de teatro y arregló textos para presentaciones dramáticas.

## Relación con Dodgson

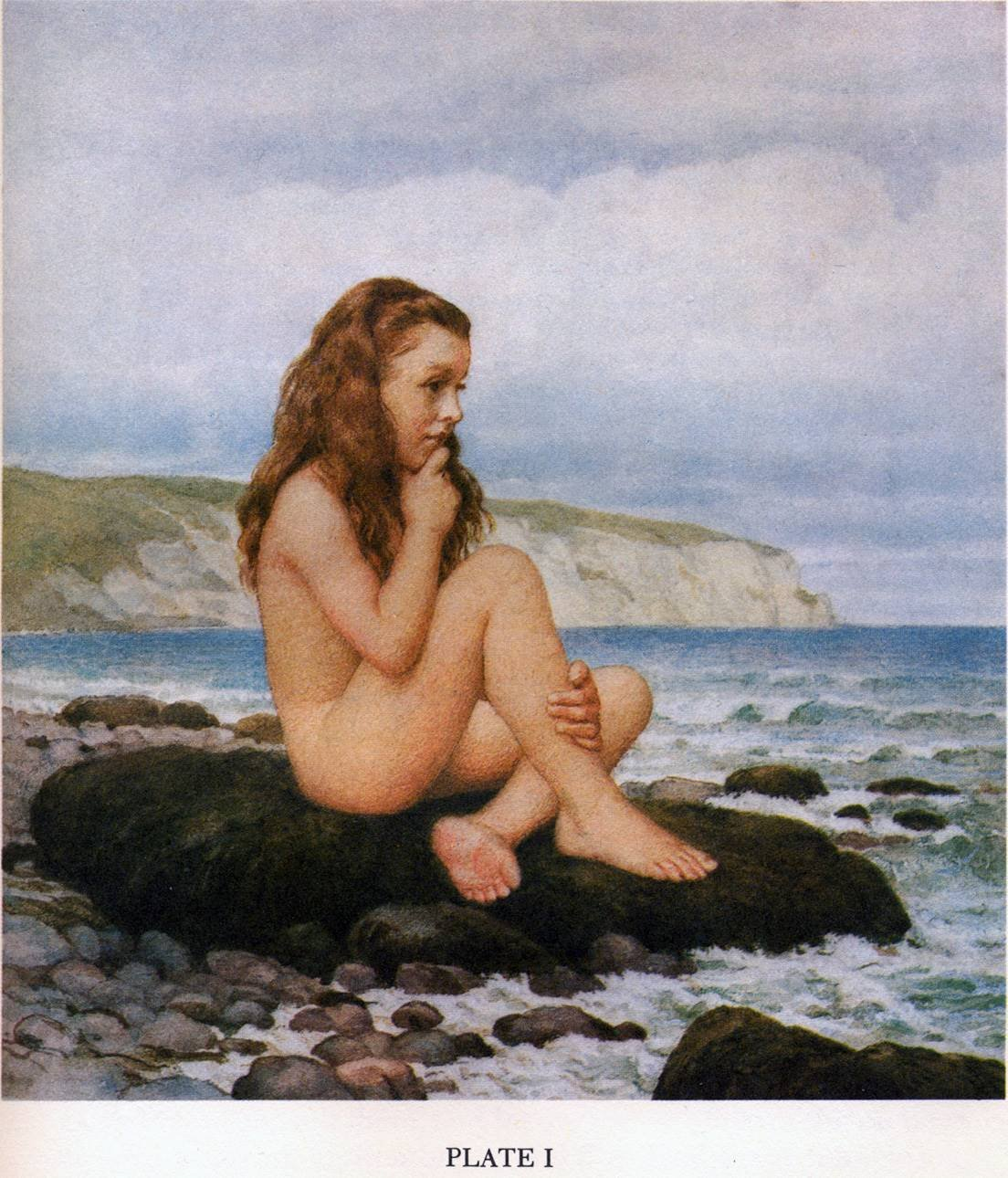
Fotografía coloreada a mano de Beatrice Hatch por Dodgson, 30 de julio de 1873.

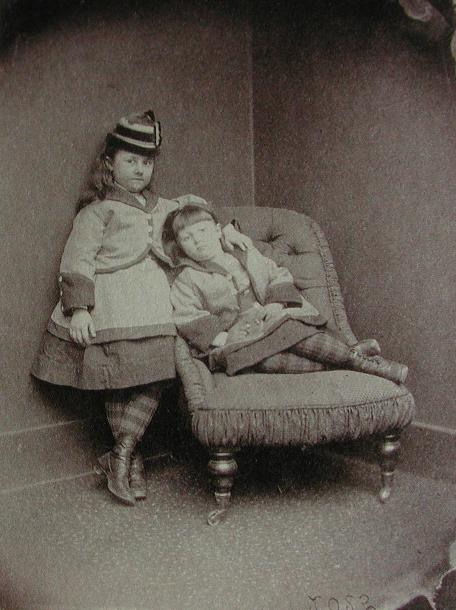
Beatrice y Ethel, fotografiadas por Dodgson en su estudio de Christ Church el 24 de marzo de 1874.

Beatrice, junto con sus hermanas, conocieron a Dodgson a través de conocidos mutuos. Dodgson cultivó "la amistad de muchas niñas", fotografiándolas a menudo. Las amistades de Dodgson con estos niños se centraban en familias de clase media alta, asegurándose de "no buscar niños de clase muy baja como amigos".
Tras su presentación, se decía que Beatrice era "una de las favoritas de Dodgson desde hacía mucho tiempo". Dodgson a veces se refería a Beatrice como "Bee" y comenzó a fotografiarla desnuda alrededor de los 5 años. Estas sesiones se llevaron a cabo con el permiso de la Sra. Hatch, quien tenía pleno conocimiento de las actividades. Los escritores modernos han especulado sobre la relación que Dodgson tenía con las niñas, pero durante ese período fotografiar a niñas era visto como algo inocente y libre de connotaciones sexuales. En un mundo mucho menos sexualizado que el de la sociedad posindustrial occidental, el desnudo infantil se asociaba con pureza e inocencia. La familia Hatch seguiría siendo amiga de Dodgson durante más de dos décadas hasta su muerte.
A sugerencia de él, Beatrice actuó en una representación de la obra de teatro Mucho ruido y pocas nueces junto con Ellen Terry, amiga de Dodgson. Terry interpretó el papel de Beatrice, la sobrina de Leonato. En reconocimiento al talento de la niña, y actuando basándose en las similitudes de los nombres, Terry firmó una fotografía de ella misma y se la envió a Beatrice, escribiendo "De Beatrice para Beatrice".

## Arte contemporáneo
La fotografía coloreada a mano de Beatrice desnuda sentada ante los acantilados blancos característicos de las costas del sureste de Inglaterra, realizada por Dodgson ha inspirado a artistas de la época contemporánea. Polixeni Papapetrou fotografió a su hija Olimpia Nelson en la misma posición y estilo en una fotografía titulada 'Olimpia como Beatrice Hatch de Lewis Carroll ante acantilados blancos'. La fotografía apareció en la portada de julio de 2008 de Art Monthly Australia. Papapetrou fue duramente criticada por la fotografía; algunas personas la calificaron de "pornográfica". La policía confiscó la fotografía de Olympia, junto con otras fotografías, de la galería que las mostraba en Sídney. Después de dos semanas las fotos fueron devueltas, pero las críticas continuaron.

## Vida posterior
Tras la muerte de su padre en 1889, Beatrice y sus hermanas Ethel y Evelyn fueron beneficiarias del patrocinio de Robert Gascoyne-Cecil, quinto marqués de Salisbury.
Hatch escribió sobre sus recuerdos de Dodgson cuando era adulta, al igual que otras "amigas de la infancia", Ethel Arnold y Ethel Rowel.